# London Breed
London Nicole Breed, née le 11 août 1974 à San Francisco en Californie, est une femme politique américaine, membre du Parti démocrate. Le 5 juin 2018, elle est élue maire de San Francisco.

## Biographie
Diplômée de l'université de Californie à Davis, elle entre dans l'administration municipale de San Francisco en 1999. En 2002, elle est nommée à la tête du Complexe d'art et de culture afro-américain (African American Art & Culture Complex).
Après s'être formée en politique à l'école Emerge California, une école pour femmes candidates, elle est élue au conseil des superviseurs (board of supervisors) de San Francisco en 2012, puis en prend la présidence en 2015. À ce titre, elle agit comme maire intérimaire en décembre 2017 à la suite de la mort brutale d'Edwin M. Lee, avant d'être remplacée par Mark Farrell, élu maire intérim le mois suivant. Le 5 juin 2018, elle est élue maire en l'emportant lors de l'élection spéciale pour terminer le mandat d'Edwin M. Lee. Elle bat notamment l'ancien sénateur Mark Leno, en faisant campagne pour la diminution du nombre de sans-abri et la construction de logements abordables. Elle entre en fonction le 11 juillet suivant. Elle est réélue le 5 novembre 2019 pour un mandat de quatre ans.
Elle est à l'origine de la mise en place de l'état d'urgence à San Francisco fin février 2020 pour faire face à la pandémie de Covid-19, puis du confinement de la ville le 17 mars 2020. Après la crise sanitaire, elle est confrontée à la baisse du nombre de salariés et à la fermeture de magasins dans le centre-ville, tandis que la consommation de fentanyl se développe chez les toxicomanes.